# Kostel svatého Františka z Assisi (Vidnava)
Kostel svatého Františka z Assisi se nachází na ulici Hrdinů ve Vidnavě v okrese Jeseník. Ministerstvem kultury České republiky byl v roce 2013 prohlášen kulturní památkou ČR a je součástí městské památkové zóny Vidnava. Filiální kostel je spravován Římskokatolickou farností Vidnava, děkanát Jeseník, diecéze ostravsko-opavská.

## Historie
Kostel svatého Františka z Assisi byl postaven v letech 1896–1898 podle projektu vídeňského architekta a rodáka ze Supíkovic Františka X. Theuera. Výstavbu kostela finančně zabezpečilo vratislavské biskupství pod vedením biskupa Georga von Koppa. Kostel byl stavěn v prostoru vybouraných městských hradeb jako gymnazijní, později sloužil i studentům teologického semináře a konviktu. Dne 19. října 1898 byl kostel vysvěcen. Na výzdobě se podíleli Josef Obeth a Engelbert Kaps. Na výstavbě kostela byl na umělecké detaily a sochy použit umělý kámen. Po povodních v roce 1997 se trochu propadla podlaha kostela. Kostel je ukázkou slezské reprezentativní církevní architektury z konce 19. století.

## Popis
Kostel je jednolodní neorientovaná stavba zděná z cihel v novogotickém slohu s bočními kaplemi a třívěžovým průčelím. Loď je obdélného půdorysu zaklenuta pruskou plackou, je zakončena čtyřbokým kněžištěm a patrovou sakristií s předsíní přistavěnou k severní straně kněžiště. Střecha lodi, sakristie a severní boční kaple je sedlová, presbyterium má střechu valbovou. Fasáda má hladkou světlou omítku, architektonické prvky jsou z ostře pálených červených cihel a keramických tvarovek. Nosné prvky vstupních portálů, kamenný sokl, venkovní schodiště, konzolové podpory soch a krakorce jsou zhotoveny ze slezské žuly. V průčelí dominuje střední nejvyšší věž s výrazným zvonovým patrem. Všechny tři věže jsou osmiboké kryté jehlanovou střechou. V severozápadní věži je vloženo vřetenové schodiště, do jihovýchodní kaple. 
Hlavní oltář vytvořili sochaři Josef Obeth a Engelberg Kaps. Sousoší Vidění svatého Františka od Josefa Obetha bylo vytvořeno z bílého mramoru v roce 1902. Obložení stěn za oltářem je obloženo zeleným serpentinitem.